# Великолепный Джордж
Джордж Раймонд Вагнер (англ. George Raymond Wagner, 24 марта 1915, Бьютт, Небраска — 26 декабря 1963, Лос-Анджелес, Калифорния) — американский рестлер, известный под именем Великолепный Джордж (англ. Gorgeous George). В США во время первого «золотого века» рестлинга в 1940—1950-х годах Великолепный Джордж был одной из самых больших звёзд этого вида спорта, привлекая внимание СМИ своим образом, который описывался как яркий и харизматичный. Он был посмертно введен в Зал славы рестлинга в 2002 году и в Зал славы WWE в 2010 году.

## Карьера в рестлинге
При росте 175 см и весе 98 кг, Вагнер будучи борцом-любителем не считался внушительным атлетом по стандартам рестлинга. В конце 1930-х годов он встретил Элизабет «Бетти» Хэнсон, на которой впоследствии женился прямо на ринге. Свадьба оказалась хорошим приёмом для его образа, и пара повторило представление на аренах по всей стране. Тогда он понял, что этому виду спорта не хватает развлекательной части. Примерно в это же время журнал Vanity Fair опубликовал статью о рестлере по имени Лорд Патрик Лэнсдаун, который выходил на ринг в сопровождении двух камердинеров в бархатной мантии и дублете. Вагнер был впечатлен, считал, что может довести это до гораздо большей крайности.
Впоследствии Вагнер дебютировал в своем новом образе «гламурного мальчика» на шоу 1941 года в Юджине, Орегон, и когда диктор на ринге представил его как Великолепного Джорджа, он быстро понравился фанатам своим преувеличенно-женоподобным поведением. В то время такое шоуменство было необычным, от чего формат становился популярным. Фанаты приходили посмеяться над Вагнером, когда тот наслаждался вниманием.
Вскоре Джордж был приглашен в Лос-Анджелес промоутером Джонни Дойлом. Придумав прозвище «Человек-орхидея», он отрастил длинные волосы, покрасил их в платиновый блонд и вставил в них позолоченные заколки (которые он называл «Заколки Джорда» и раздавал зрителям). Джордж всегда выходил к рингу по личной красной дорожке со своим камердинером Джеффрисом, который нес серебряное зеркало, рассыпая лепестки роз у его ног. Его выход сопровождался мелодией «Торжественные и церемониальные марши». Его шоу был захватывающим и часто занимало больше времени, чем матч. Пока Вагнер снимал халат, Джеффрис для дезинфекции опрыскивал ринг, якобы духами Chanel № 5. Джордж требовал, чтобы его камердинеры опрыскивали руки рефери, прежде чем ему разрешалось проверить его на наличие запрещенных предметов, что вызвало его возглас «Уберите от меня свои грязные руки!». В процессе матча он жульничал всеми возможными способами. Джордж был первым трусливым злодеем в индустрии, он жульничал при любой возможности, что приводило в ярость толпу.
Образ и умение шоумена заводить толпу были успешны в первые годы телевидения, что он стал известным рестлером своего времени, вызывая восхищение, где бы он ни появлялся.
Поскольку телесети искали дешёвые, эффективные программы, чтобы заполнить свои временные слоты, они остановились на рестлинге, который стал хитом среди зрителей. Так, Джордж привел этот спорт в дома американцев, поскольку его выходки и мелодраматическое поведение сделали его героем поп-культуры. Его первое выступление на телевидении состоялось 11 ноября 1947 года (событие было включено в список 100 лучших телевизионных выступлений XX века по версии журнала Entertainment Weekly), и он сразу же стал национальной знаменитостью такого же уровня, как Люсиль Болл и Боб Хоуп (который лично пожертвовал сотни шикарных халатов для коллекции Джорджа). Рестлинг больше не сводился только к действиям на ринге, Вагнер создал новое ощущение театральности и представления, которого раньше не существовало. Джордж оказал большое воздействие к преобразованию рестлинга, как средство развлечения. Говорят, что Джордж, вероятно, ответственен за продажу такого же количества телевизионных приёмников, как и Милтон Берл.

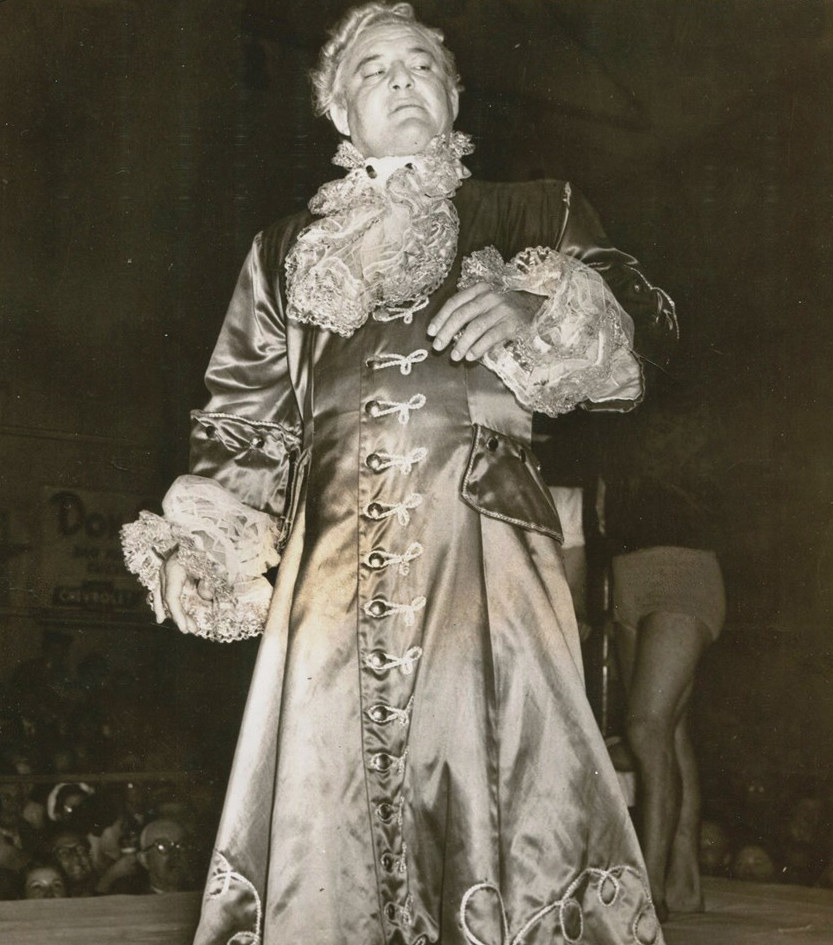
Джордж в 1954

Помимо грандиозных представлений, Великолепный Джордж был опытным борцом. Хотя многие могли считать его простым рестлером, на самом деле он был очень компетентным борцом вольного стиля, начав осваивать этот вид спорта ещё подростком. Великий Лу Тесз, который выиграл у Вагнера титул чемпиона AWA и который был одним из лучших борцов за историю рестлинга, относился к рестлерам с яркими образами с некоторым презрением. Тем не менее он признал, что Вагнер «мог бороться довольно хорошо», добавив: «он никогда не мог привлечь фанатов, пока не стал Великолепным Джорджем». К 1950-м годам Джордж был популярен настолько, что мог получать по 50% денежных средств с выступлений. Что позволило ему зарабатывать более 100 000 долларов в год, сделав его одним из высокооплачиваемых спортсменов в мире.
Считается что, самым известным поединком Великолепного Джорджа был матч против его давнего соперника Виппера Билли Уотсона 12 марта 1959 года, в котором побеждённый Джордж обрил налысо свои золотые локоны перед 20 000 болельщиков в «Мейпл Лиф-гарденс» в Торонто.

## Конец карьеры и смерть
Когда его карьера борца пошла на спад, Вагнер вложил 250 000 долларов США в индюшиное ранчо площадью 195 акров (78,9~ гектаров), построенное в Бомонте, Калифорния. Также использовал свои навыки шоумена, чтобы рекламировать свою птицу на своих матчах по рестлингу и спортивных шоу. Он владел коктейль-баром в Ван Найс, Калифорния.
В 1962 году у Вагнера диагностировали цирроз печени из-за последствий алкоголизма, врачи предписали уйти из рестлинга. Это, в сочетании с финансовыми проблемами, возникшими в результате недавнего развода, ухудшило его здоровье. 24 декабря 1963 года Джордж перенес сердечный приступ, который привёл к смерти через два дня. Умер в возрасте 48 лет. По словам Лэнни Поффо, Анджело Поффо (отец Рэнди Сэвиджа), который считал Вагнера мотиватором своей карьеры в рестлинге, оплатил его похороны. На его могиле установлена табличка с надписью «С любовью нашему папочке Великолепному Джорджу».

## Наследие
В 2002 году он был введён в Зал славы рестлинга. 27 марта 2010 года был введен в Зал славы WWE. Его 97-летняя бывшая жена Бетти Вагнер приняла эту честь от его имени, ответив на вопросы и рассказав историю о том, как он стал Великолепным Джорджем.
Мухаммед Али и Джеймс Браун признали, что на их подход к яркой саморекламе повлиял Джордж. 19-летний Али встретил 46-летнего Джорджа на радиостанции в Лас-Вегасе. В автобиографии 2005 года Джеймс Браун сказал, что использовал многие выходки Джорджа, чтобы «создать Джеймса Брауна, которого вы видите на сцене».
Боб Дилан сказал, что встреча с Джорджем изменила его жизнь. В книге Дилана «Хроники: Том первый» он рассказывает историю о личной встрече с Джорджем. Дилан пишет: «Он подмигнул и, кажется, произнес фразу: „Ты оживляешь“. Я никогда этого не забуду. Это было все признание и поддержка, в которых я нуждался долгие годы».
В сентябре 2008 года издательство HarperEntertainment Press опубликовало первую биографию Великолепного Джорджа. Книга объёмом 304 страницы называется «Великолепный Джордж: возмутительный рестлер-плохиш, создавший американскую поп-культуру», автор Джон Капуя.
В эпизоде Bunny Hugged мультсериала «Весёлые мелодии» Багз Банни выступает на ринге вместо Восхитительного Рональда, который является пародией на Великолепного Джорджа.
Его музыкальную тему «Торжественные и церемониальные марши» позже использовал Рэнди Сэвидж в World Wrestling Federation и World Championship Wrestling.
Фильм 1978 года The One and Only с Генри Уинклером в главной роли был в значительной степени основан на его карьере.
В рестлинге имя «Великолепный Джордж» использовали также Стефани Белларс (менеджер Рэнди Сэвиджа), Великолепный Джордж III (Роберт Келлум, внучатый племянник Вагнера) и Джордж Джиллетт, менеджер Кендо Нагасаки.

## Личная жизнь
Вагнер был женат дважды. Сначала на Бетти Хансон (1913—2011), на которой он женился в 1939 году в Юджине, Орегон, на ринге. Они усыновили двоих детей. В 1951 году, после развода с Бетти, он женился на Шери Дюпре (1927—2000). От этого брака у него был один биологический сын, Гэри Джордж. Шери подала на развод с Джорджем в апреле 1962 года.
Внучатый племянник Вагнера Роберт Келлум, наиболее известный как Маэстро выступал в World Championship Wrestling, также боролся под именем Великолепный Джордж III в United States Wrestling Association.

## Титулы и достижения
- American Wrestling Association (Бостон)
  - Чемпион мира AWA в тяжёлом весе (1 раз)
- Gulf Coast Championship Wrestling
  - Чемпион побережья Мексиканского залива NWA в тяжёлом весе (1 раз)
- Mid-South Sports
  - Южный чемпион NWA в тяжёлом весе (Джорджия) (1 time)
- Professional Wrestling Hall of Fame
  - С 2002 года
- Stampede Wrestling
  - Зал славы Stampede Wrestling (с 1995 года)
- World Wrestling Entertainment
  - Зал славы WWE (с 2010 года)
- Wrestling Observer Newsletter
  - Зал славы Wrestling Observer Newsletter (с 1996 года)
- Другие титулы
  - Pacific Coast Light Heavyweight Championship (2 раза)
  - Pacific Northwest Middleweight Championship (1 раз)
  - World Heavyweight Championship (Лос-Анджелес)